# Klimopbrug
De Klimopbrug (brug 999) is een vaste brug in de vorm van een viaduct in Amsterdam-Noord.
Ze is gelegen over de Nieuwe Leeuwarderweg die hier omringd wordt door het Noorderpark en voorheen het Volewijkspark doorsneed.
De brug dateert uit de 2010/2011 en bestaat uit een lange enigszins boogachtig betonnen overspanning op twee betonnen pijlers in de vorm van jukken. De randen van de overspanning hebben een <-vorm. De sierlijkheid van de brug is terug te vinden in de bewerkte stalen balustrades, die behoorlijk naar binnen hellen in het verlengde van de bovenzijde van de overspanning. De brug is versierd met bladmotieven, zowel in de pijlers (een aantal) en balustrades (overdadig). Het viaduct ligt een beetje schuin over zowel de Nieuwe Leeuwarderweg als de rails van de Noord-Zuidlijn.
De brug, die twee zusjes heeft in brug 998 en brug 1000, kreeg al in de volksmond een bijnaam die verwees naar het “bladerdek”. Op 26 september 2017 werd besloten de brug officieel te vernoemen naar de klimop.
De brug is ontworpen door Architectenbureau West 8, die ook de totale herinrichting van dit deel van het Noorderpark verzorgde.

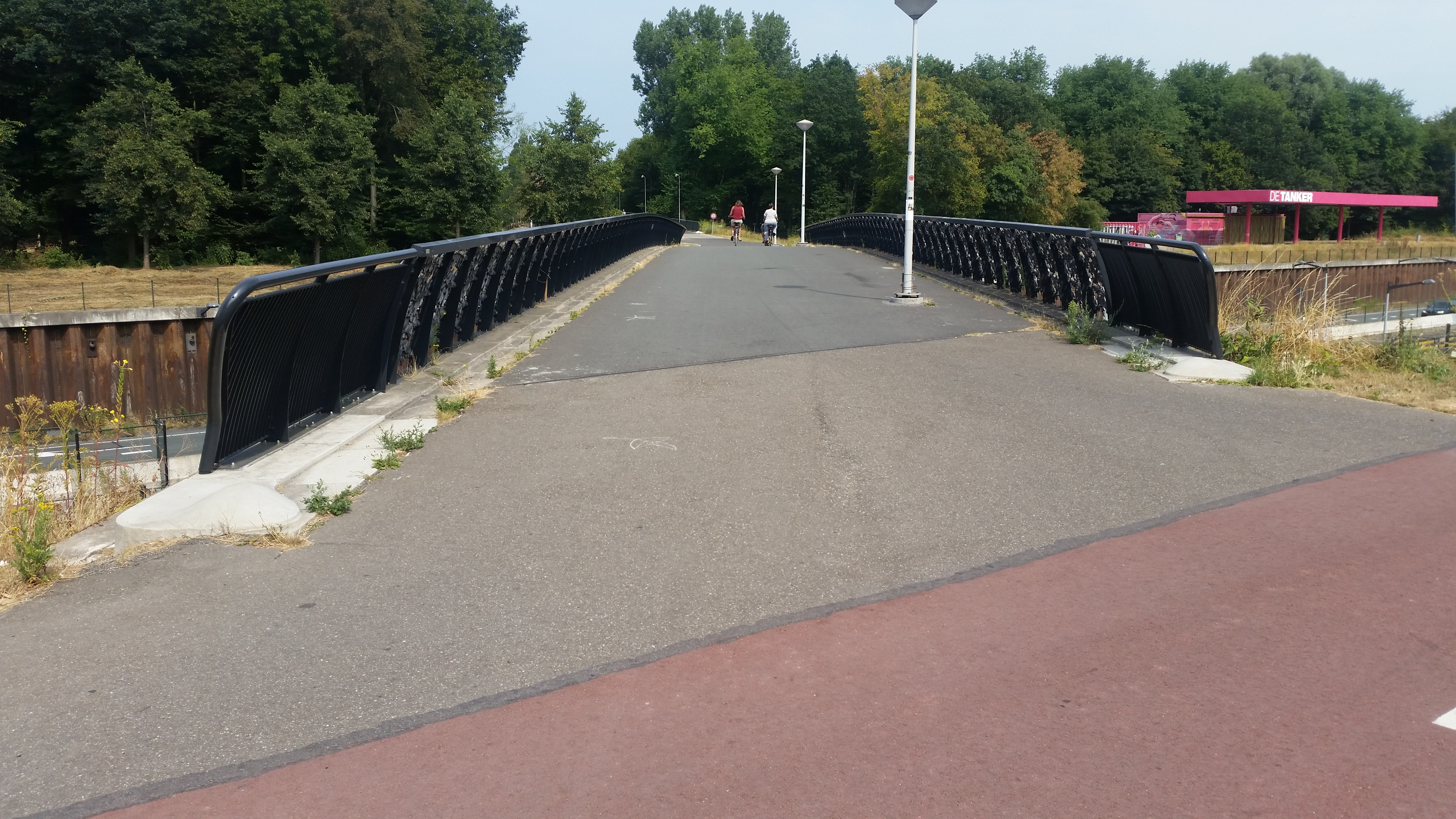
Overzicht Klimopbrug (juli 2018)

<<< · 900 · 901 · 904 · 905 · 906 · 907 · 908 · 909 · 912 · 913 · 914 · 915 · 916 · 917 · 918 · 919 · 920 · 923 · 924 · 930 · 932 · 933 · 934 · 935 · 936 · 937 · 939 · 943 · 944 · 945 · 946 · 947 · 948 · 949 · 950 · 951 · 952 · 953 · 954 · 956 · 957 · 958 · 959 · 960 · 961 · 962 · 963 · 964 · 965 · 966 · 967 · 968 · 970 · 971 · 972 · 973 · 974 · 975 · 978 · 979 ·  980 · 981 · 984 · 985 · 986 · 987 · 988 · 989 · 990 · 991 · 992 · 993 · 994 · 995 · 996 · 997 · 998 · 999 · >>>
Brugnummers  902, 903, 910, 911, 920, 921, 922, 925, 926, 927, 928, 929, 931, 937, 938, 940, 941, 942, 955, 969, 976, 977, 982, 983 zijn niet (meer) vergeven.